# Girone all'italiana

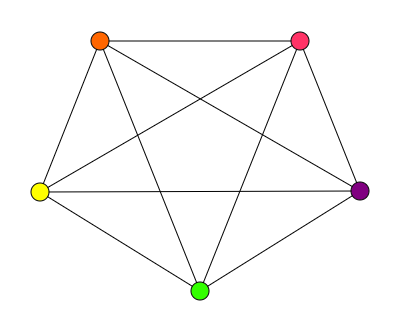
Schema di esempio di un torneo all'italiana con 5 partecipanti. Le linee rappresentano tutti gli incontri diretti di cui si comporrà il torneo.

Il girone all'italiana è una particolare formula delle competizioni ludiche o sportive con almeno tre partecipanti, siano questi individui o squadre, che prevede lo svolgimento di incontri diretti tra essi in ciascun abbinamento possibile.
Una manifestazione con tale formato è anche definita torneo all'italiana o torneo round-robin. La formula, comune soprattutto negli sport di squadra, ma spesso utilizzata anche nelle competizioni individuali, si rifà al concetto di round-robin.

## Funzionamento

Schema di un metodo di composizione del calendario di un girone all'italiana con 14 partecipanti. Le linee indicano gli abbinamenti; per ogni giornata successiva i numeri esterni vanno ruotati di una posizione per sette volte, che corrispondono alle sette giornate del girone.

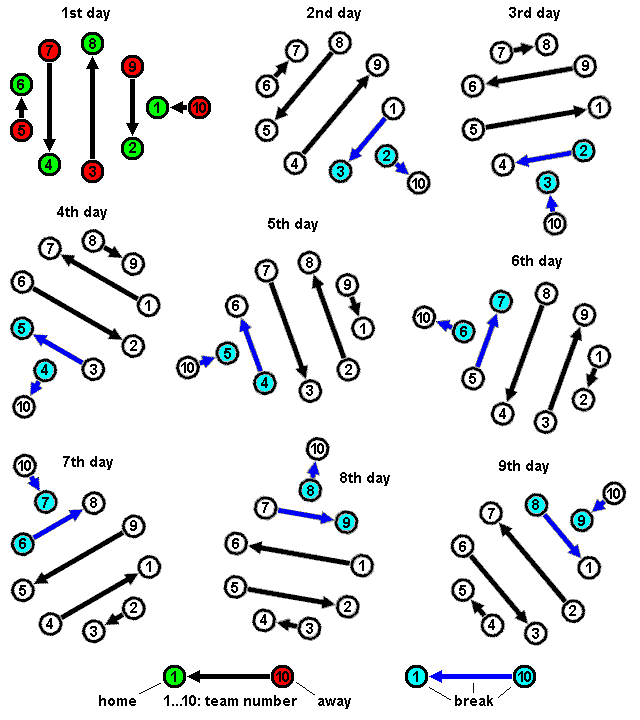
Schema di un metodo di composizione del calendario con 10 partecipanti

La condizione necessaria e sufficiente per la composizione del girone è la presenza minima di tre elementi, dacché un confronto a due ricade sotto la casistica dell'eliminazione diretta. Dato il numero di partecipanti N, il totale di incontri necessario al completamento del girone è individuato dalle seguenti formule:
Girone con partite in gara secca N × (N − 1) / 2 
Girone con partite di andata e ritorno N × (N − 1) 
Nel secondo caso — che prevede cioè una fase d'andata e una fase di ritorno — ogni squadra affronta tutte le altre una volta nel proprio campo e una volta in trasferta; in questo modo ogni partecipante usufruisce equamente del fattore campo. Una sequenza degli incontri non speculare tra andata e ritorno viene detta «calendario asimmetrico».
A definire gli abbinamenti di gara per ciascuna "giornata" o "turno" è l'algoritmo di Berger.
Non è richiesto che il numero di partecipanti sia pari, sebbene solitamente lo sia. Ciò consente di abbinare, a ogni turno, le squadre: in tal modo, il totale di incontri è dimezzato rispetto al numero di partecipanti. Se il numero è dispari, a ogni squadra viene, alternatamente, abbinato l'elemento "riposo".
Il girone è soggetto alla continua assegnazione di punti, il cui ammontare complessivo determina (in ordine decrescente di punteggio) la classifica finale: criteri atti a dirimere eventuali situazioni di squadre che si trovano a punteggi uguali sono, tra gli altri, classifica avulsa e spareggio (le cui statistiche esulano dal computo del girone).
Da notare tra l'altro che:
- Il punteggio in classifica può non rispecchiare gli effettivi risultati delle partecipanti[9], per esempio in caso di punti sottratti dalla giustizia sportiva quale forma di penalità;
- Il teorico calendario elaborato dall'algoritmo potrebbe non coincidere con l'effettivo ordine cronologico delle gare, ad esempio in caso di rinvio di incontri e successivi recuperi degli stessi.

## Esempio
L'esempio sottostante illustra tabellone, calendario e classifica (finale e in divenire) di un girone all'italiana a doppio turno con 4 squadre partecipanti: si consideri l'assegnazione di 3 punti per la vittoria, uno a testa per il pareggio e nessuno per la sconfitta.

### Tabellone
Ogni riga indica i risultati casalinghi della squadra segnata a inizio della riga, contro le squadre segnate colonna per colonna (che invece avranno giocato l'incontro in trasferta). Al contrario, leggendo la colonna di una squadra si avranno i risultati ottenuti dalla stessa in trasferta, contro le squadre segnate in ogni riga, che invece avranno giocato l'incontro in casa.
|         | Ics  | Ipsilon | Omega | Zeta |
| ------- | ---- | ------- | ----- | ---- |
| Ics     | ---- | 2-1     | 4-0   | 1-1  |
| Ipsilon | 2-0  | ----    | 1-1   | 2-1  |
| Omega   | 2-1  | 2-2     | ----  | 3-0  |
| Zeta    | 0-1  | 2-2     | 4-1   | ---- |

### Calendario
| andata (1ª) | andata (1ª) | Prima giornata | ritorno (4ª) | ritorno (4ª) |
|             |             |                |              |              |
|             | 2-1         | Ics - Ipsilon  | 0-2          |              |
|             | 3-0         | Omega - Zeta   | 1-4          |              |

| andata (1ª) | andata (1ª) | Prima giornata | ritorno (4ª) | ritorno (4ª) |
|             |             |                |              |              |
|             | 2-1         | Ics - Ipsilon  | 0-2          |              |
|             | 3-0         | Omega - Zeta   | 1-4          |              |

| andata (2ª) | andata (2ª) | Seconda giornata | ritorno (5ª) | ritorno (5ª) |
|             |             |                  |              |              |
|             | 2-2         | Omega - Ipsilon  | 1-1          |              |
|             | 1-1         | Zeta - Ics       | 0-1          |              |

| andata (3ª) | andata (3ª) | Terza giornata | ritorno (6ª) | ritorno (6ª) |
|             |             |                |              |              |
|             | 4-0         | Ics - Omega    | 1-2          |              |
|             | 2-1         | Ipsilon - Zeta | 2-2          |              |

### Classifica finale
| Pos. | Squadra | Pt | G | V | N | P | Gf | Gs | DR |
| ---- | ------- | -- | - | - | - | - | -- | -- | -- |
| 1.   | Ics     | 10 | 6 | 3 | 1 | 2 | 9  | 6  | 3  |
| 2.   | Ipsilon | 9  | 6 | 2 | 3 | 1 | 10 | 8  | 2  |
| 3.   | Omega   | 8  | 6 | 2 | 2 | 2 | 9  | 12 | −3 |
| 4.   | Zeta    | 5  | 6 | 1 | 2 | 3 | 8  | 10 | −2 |

### Classifica in divenire
|         | 1ª | 2ª | 3ª | 4ª | 5ª | 6ª |
|         |    |    |    |    |    |    |
| ------- | -- | -- | -- | -- | -- | -- |
| Ics     | 3  | 4  | 7  | 10 | 11 | 11 |
| Ipsilon | 0  | 1  | 4  | 7  | 8  | 9  |
| Omega   | 3  | 4  | 4  | 4  | 5  | 8  |
| Zeta    | 0  | 1  | 1  | 4  | 5  | 6  |

### Esplicative
1. ↑  Gironi formati rispettivamente da 3 e 4 squadre sono comunemente chiamati «triangolare» e «quadrangolare»; cfr.  Parte la serie dei triangolari, in La Gazzetta dello Sport, 27 luglio 1998.
2. ↑  Il numero minimo di incroci che determina un girone all'italiana è 3, vedi la prima formula esposta nel paragrafo.
3. ↑  L'ordine del calendario può anche essere definito preventivamente, e senza un algoritmo, per evitare possibili accordi illeciti tra le squadre; cfr.  Fulvio Bianchi, Una formula d'oro, in la Repubblica, 8 novembre 1991,  p. 39.
4. ↑  L'assegnazione dei punti varia in base a vittoria, pareggio e sconfitta: qualora il risultato di parità non sia ammesso dal regolamento, è anche d'uso calcolare la classifica con la percentuale di incontri vinti e persi anziché coi punti.

### Bibliografiche
1. 1 2 3 4 5 6  Garzanti.
2. 1 2 3   Sistema di svolgimento di tornei all'italiana (PDF) [collegamento interrotto], su iuav.it,  p. 3.
3. ↑   Claudio Ferretti e Augusto Frasca, Enciclopedia dello Sport, Garzanti Libri, 2008,  p. 1670, ISBN 9788811505228.
4. ↑   I round robin nel tennis, su eurosport.it, 13 luglio 2006.
5. 1 2 3   Alessandra Gozzini, Serie A: il girone di ritorno sarà asimmetrico rispetto all'andata, su gazzetta.it, 2 luglio 2021.
6. 1 2 3   Paolo Alessandrini, Matematica in campo, Hoepli, 2023,  pp. 18-25, ISBN 9788836014569.
7. ↑  Con la formula sopra esposta, per esempio, un girone di 8 squadre richiederebbe 28 partite per il suo completamento.
8. ↑   Fulvio Bianchi, Serie B, via libera Figc a campionato a 19 squadre. Ecco il calendario, subito Salernitana-Palermo, su repubblica.it, 13 agosto 2018.
9. 1 2 3   Ma è tutta colpa del pareggio?, in la Repubblica, 31 maggio 1987,  p. 44.